# Premio IFFHS al mejor jugador del mundo
El premio al Mejor Jugador del Mundo de la IFFHS es un premio de fútbol que se otorga anualmente desde 1988 a 1990 y, desde 2020, al mejor jugador del mundo. El premio lo otorga la Federación Internacional de Historia y Estadística del Fútbol (IFFHS).

### El mejor jugador del (1901-2000)

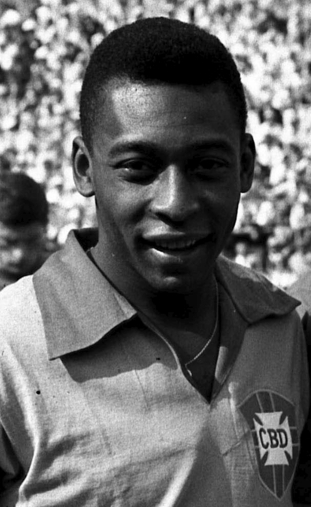
Pelé, jugador del siglo (1901-2000)

## Ganadores masculinos

### Lista de ganadores
| Año  | Rango | Ganador             | Club(es)                        | Puntos |
| ---- | ----- | ------------------- | ------------------------------- | ------ |
| 1988 | 1.º   | Marco van Basten    | Milan                           | 101    |
| 1988 | 2.º   | Diego Maradona      | Napoli                          | 92     |
| 1988 | 3.º   | Ruud Gullit         | Milan                           | 71     |
|      |       |                     |                                 |        |
| 1989 | 1.º   | Marco van Basten    | Milan                           | 132    |
| 1989 | 2.º   | Franco Baresi       | Milan                           | 62     |
| 1989 | 3.º   | Ruud Gullit         | Milan                           | 57     |
|      |       |                     |                                 |        |
| 1990 | 1.º   | Lothar Matthäus     | Inter Milan                     | –      |
| 1990 | 2.º   | Diego Maradona      | Napoli                          | –      |
| 1990 | 3.º   | Salvatore Schillaci | Juventus                        | –      |
|      |       |                     |                                 |        |
| 2020 | 1.º   | Robert Lewandowski  | Bayern Munich                   | 95%    |
|      |       |                     |                                 |        |
| 2021 | 1.º   | Robert Lewandowski  | Bayern Munich                   | 150    |
| 2021 | 2.º   | Lionel Messi        | Barcelona Paris Saint-Germain   | 105    |
| 2021 | 3.º   | Jorginho            | Chelsea                         | 40     |
|      |       |                     |                                 |        |
| 2022 | 1.º   | Lionel Messi        | Paris Saint-Germain             | 275    |
| 2022 | 2.º   | Kylian Mbappé       | Paris Saint-Germain             | 35     |
| 2022 | 3.º   | Karim Benzema       | Real Madrid                     | 30     |
|      |       |                     |                                 |        |
| 2023 | 1.º   | Erling Haaland      | Manchester City                 | 208    |
| 2023 | 2.º   | Kylian Mbappé       | Paris Saint-Germain             | 105    |
| 2023 | 3.º   | Lionel Messi        | Paris Saint-Germain Inter Miami | 85     |
|      |       |                     |                                 |        |
| 2024 | 1.º   | Rodri Hernández     | Manchester City                 | 191    |
| 2024 | 2.º   | Vinícius Júnior     | Real Madrid                     | 166    |
| 2024 | 3.º   | Jude Bellingham     | Real Madrid                     | 62     |

### Ganadores continentales
En negrita indica el ganador del premio al Mejor Jugador del Mundo.
| Año  | Confederación | Ganador            | Club(es)                      |
| ---- | ------------- | ------------------ | ----------------------------- |
| 2020 | UEFA          | Robert Lewandowski | Bayern Munich                 |
| 2020 | CONMEBOL      | Lionel Messi       | Barcelona                     |
| 2020 | CONCACAF      | Alphonso Davies    | Bayern Munich                 |
| 2020 | CAF           | Sadio Mané         | Liverpool                     |
| 2020 | AFC           | Son Heung-min      | Tottenham Hotspur             |
| 2020 | OFC           | Chris Wood         | Burnley                       |
|      |               |                    |                               |
| 2021 | UEFA          | Robert Lewandowski | Bayern Munich                 |
| 2021 | CONMEBOL      | Lionel Messi       | Barcelona Paris Saint-Germain |
| 2021 | CONCACAF      | Alphonso Davies    | Bayern Munich                 |
| 2021 | CAF           | Mohamed Salah      | Liverpool                     |
| 2021 | AFC           | Son Heung-min      | Tottenham Hotspur             |
| 2021 | OFC           | Chris Wood         | Burnley                       |
|      |               |                    |                               |
| 2022 | UEFA          | Kylian Mbappé      | Paris Saint-Germain           |
| 2022 | CONMEBOL      | Lionel Messi       | Paris Saint-Germain           |
| 2022 | CONCACAF      | Alphonso Davies    | Bayern Munich                 |
| 2022 | CAF           | Sadio Mané         | Liverpool Bayern Munich       |
| 2022 | AFC           | Son Heung-min      | Tottenham Hotspur             |
| 2022 | OFC           | Chris Wood         | Burnley Newcastle             |

### El mejor jugador de todos los tiempos

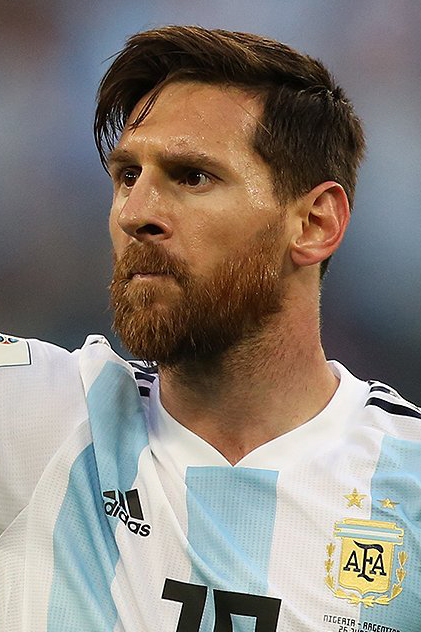
Lionel Messi, elegido por la IFFHS como el 'mejor jugador de fútbol de todos los tiempos'.

| Rango | Jugador            | Nacionalidad |
| ----- | ------------------ | ------------ |
| 1     | Lionel Messi       | Argentina    |
| 2     | Pelé               | Brasil       |
| 3     | Diego Maradona     | Argentina    |
| 4     | Cristiano Ronaldo  | Portugal     |
| 5     | Johan Cruyff       | Países Bajos |
| 6     | Ronaldo Nazário    | Brasil       |
| 7     | Zinedine Zidane    | Francia      |
| 8     | Franz Beckenbauer  | Alemania     |
| 9     | Alfredo Di Stéfano | Argentina    |
| 10    | Ronaldinho         | Brasil       |

### El mejor jugador delsigloXX(1901-2000)
| Rango | Jugador            | Nacionalidad       | Puntos |
| ----- | ------------------ | ------------------ | ------ |
| 1     | Pelé               | Brasil             | 1705   |
| 2     | Johan Cruyff       | Países Bajos       | 1303   |
| 3     | Franz Beckenbauer  | Alemania           | 1228   |
| 4     | Alfredo Di Stéfano | Argentina · España | 1215   |
| 5     | Diego Maradona     | Argentina          | 1214   |
| 6     | Ferenc Puskás      | Hungría            | 810    |
| 7     | Michel Platini     | Francia            | 722    |
| 8     | Garrincha          | Brasil             | 624    |
| 9     | Eusébio            | Portugal           | 544    |
| 10    | Bobby Charlton     | Inglaterra         | 508    |

### El mejor jugador de la década (2011-2020)
| Confederación | Primera           | Segunda           | Tercera          |
| ------------- | ----------------- | ----------------- | ---------------- |
| World         | Lionel Messi      | Cristiano Ronaldo | Andrés Iniesta   |
| UEFA          | Cristiano Ronaldo | Sergio Ramos      | Manuel Neuer     |
| CONMEBOL      | Lionel Messi      | Neymar            | Dani Alves       |
| CONCACAF      | Keylor Navas      | Javier Hernández  | Clint Dempsey    |
| CAF           | Mohamed Salah     | Sadio Mané        | Riyad Mahrez     |
| AFC           | Son Heung-min     | Keisuke Honda     | Salem Al-Dawsari |
| OFC           | Chris Wood        | Winston Reid      | Marco Rojas      |

## Ganadoras femeninas

### Lista de ganadoras
| Año  | Rango | Ganadora               | Club(es)                               | Puntos |
| ---- | ----- | ---------------------- | -------------------------------------- | ------ |
| 2020 | 1.º   | Pernille Harder        | VfL Wolfsburg Chelsea                  | –      |
| 2020 | 2.º   | Wendie Renard          | Lyon                                   | –      |
| 2020 | 2.º   | Lucy Bronze            | Lyon Manchester City                   | –      |
|      |       |                        |                                        |        |
| 2021 | 1.º   | Alexia Putellas        | Barcelona                              | 135    |
| 2021 | 2.º   | Sam Kerr               | Chelsea                                | 35     |
| 2021 | 3.º   | Sam Mewis              | Manchester City North Carolina Courage | 30     |
|      |       |                        |                                        |        |
| 2022 | 1.º   | Alexia Putellas        | Barcelona                              | 115    |
| 2022 | 2.º   | Beth Mead              | Arsenal                                | 55     |
| 2022 | 3.º   | Wendie Renard          | Lyon                                   | 30     |
|      |       |                        |                                        |        |
| 2023 | 1.º   | Aitana Bonmatí         | Barcelona                              | 202    |
| 2023 | 2.º   | Salma Paralluelo       | Barcelona                              | 64     |
| 2023 | 3.º   | Sam Kerr               | Chelsea                                | 59     |
|      |       |                        |                                        |        |
| 2024 | 1.º   | Aitana Bonmatí         | Barcelona                              | 232    |
| 2024 | 2.º   | Salma Paralluelo       | Barcelona                              | 53     |
| 2024 | 3.º   | Caroline Graham Hansen | Barcelona                              | 39     |

### Clasificación continental
En negrita indica la ganadora del premio a la Mejor Jugadora del Mundo.
| Año  | Confederación | Ganadora         | Club(es)                               |
| ---- | ------------- | ---------------- | -------------------------------------- |
| 2020 | UEFA          | Pernille Harder  | VfL Wolfsburg Chelsea                  |
| 2020 | CONMEBOL      | Marta            | Orlando Pride                          |
| 2020 | CONCACAF      | Tobin Heath      | Manchester United                      |
| 2020 | CAF           | Asisat Oshoala   | Barcelona                              |
| 2020 | AFC           | Saki Kumagai     | Lyon                                   |
| 2020 | OFC           | Rebekah Stott    | Melbourne City                         |
|      |               |                  |                                        |
| 2021 | UEFA          | Alexia Putellas  | Barcelona                              |
| 2021 | CONMEBOL      | Marta            | Orlando Pride                          |
| 2021 | CONCACAF      | Sam Mewis        | Manchester City North Carolina Courage |
| 2021 | CAF           | Asisat Oshoala   | Barcelona                              |
| 2021 | AFC           | Sam Kerr         | Chelsea                                |
| 2021 | OFC           | Ria Percival     | Tottenham Hotspur                      |
|      |               |                  |                                        |
| 2022 | UEFA          | Alexia Putellas  | Barcelona                              |
| 2022 | CONMEBOL      | Linda Caicedo    | Deportivo Cali                         |
| 2022 | CONCACAF      | Alex Morgan      | San Diego Wave                         |
| 2022 | CAF           | Ghizlane Chebbak | AS FAR                                 |
| 2022 | AFC           | Sam Kerr         | Chelsea                                |
| 2022 | OFC           | Claudia Bunge    | Melbourne Victory Northern Tigers      |

### La mejor jugadora del siglo (1901-2000)

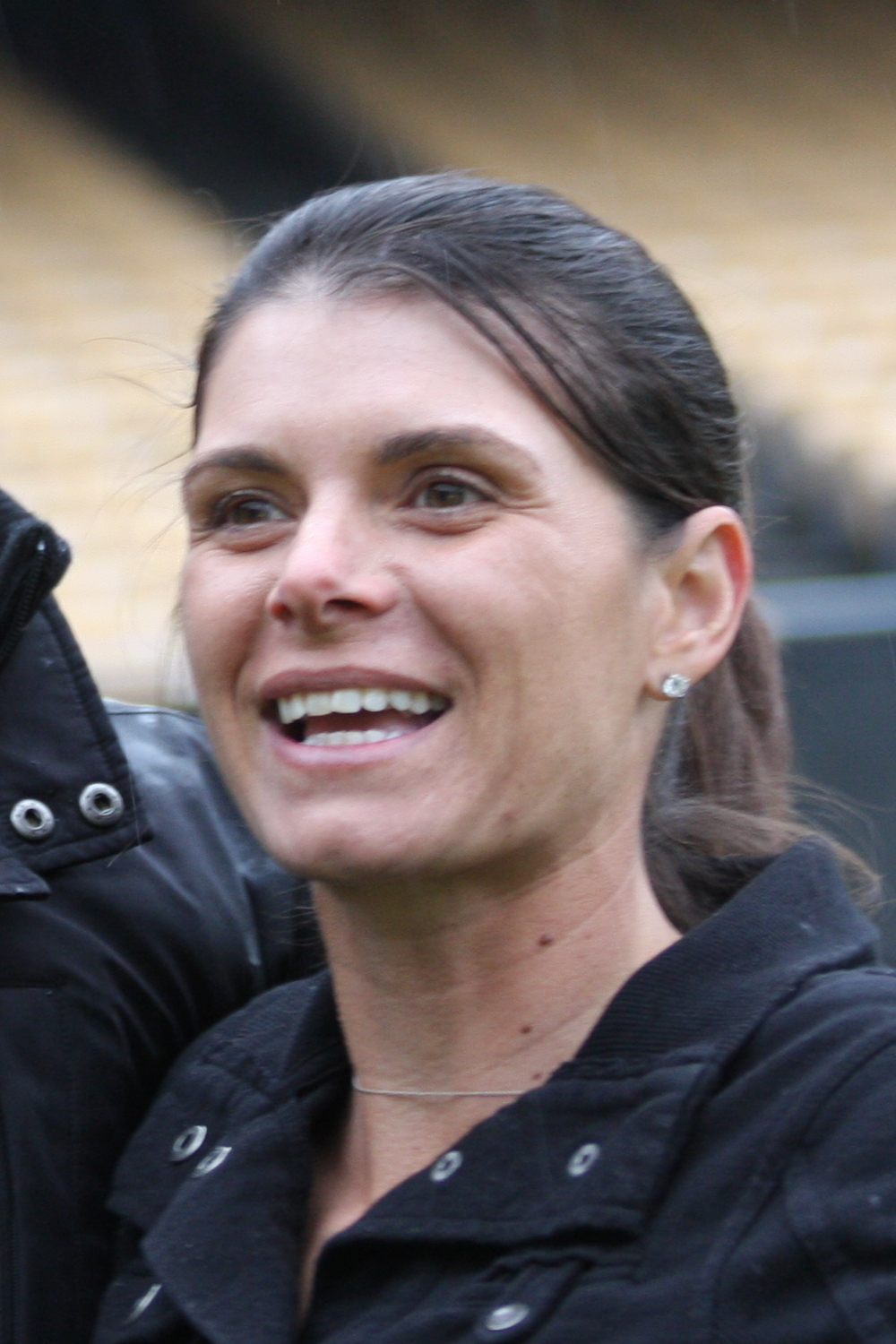
Mia Hamm, jugadora del siglo (1901-2000)

La IFFHS entregó un premio decidido por votación en el que participaron periodistas y exjugadoras (no se dieron más detalles).
| Rango | Jugadora        | Nacionalidad   | Puntos |
| ----- | --------------- | -------------- | ------ |
| 1     | Mia Hamm        | Estados Unidos | 442    |
| 2     | Michelle Akers  | Estados Unidos | 411    |
| 3     | Heidi Mohr      | Alemania       | 250    |
| 4     | Carolina Morace | Italia         | 230    |
| 5     | Sissi           | Brasil         | 212    |
| 6     | Linda Medalen   | Noruega        | 181    |
| 7     | Liu Ailing      | China          | 165    |
| 8     | Kristine Lilly  | Estados Unidos | 160    |
| 9     | Heidi Støre     | Noruega        | 141    |
| 10    | Pia Sundhage    | Suecia         | 129    |

### La mejor jugadora de la década (2011-2020)
| Confederación | Primera            | Segunda           | Tercera            |
| ------------- | ------------------ | ----------------- | ------------------ |
| World         | Marta              | Carli Lloyd       | Dzsenifer Marozsán |
| UEFA          | Dzsenifer Marozsán | Ada Hegerberg     | Wendie Renard      |
| CONMEBOL      | Marta              | Cristiane         | Formiga            |
| CONCACAF      | Carli Lloyd        | Alex Morgan       | Megan Rapinoe      |
| CAF           | Asisat Oshoala     | Gabrielle Onguéné | Ngozi Okobi        |
| AFC           | Homare Sawa        | Samantha Kerr     | Saki Kumagai       |
| OFC           | Ria Percival       | Abby Erceg        | Rebekah Stott      |